# Minh Đạo
Minh Đạo là một xã thuộc huyện Tiên Du, tỉnh Bắc Ninh.

## Địa lý
- Phía bắc giáp xã Việt Đoàn
- Phía đông bắc và phía đông giáp xã Tân Chi
- Phía nam giáp xã Đại Đồng Thành (Thuận Thành) qua sông Đuống.
- Phía tây giáp xã Cảnh Hưng.
- Phía tây bắc giáp xã Phật Tích.

Xã Minh Đạo bao gồm 2 thôn là thôn Nghĩa Chỉ và thôn Tử Nê.

## Nông nghiệp
Minh Đạo là một xã thuần nông, lúa là cây lương thực chính được nhân dân trong xã trồng 2 vụ trong năm. Còn trong vụ đông, nhân dân trong xã trồng các loại cây hoa màu như lạc, ngô, đỗ tương,... để tăng thêm thu nhập.

## Di tích
Đình làng Nghĩa Chỉ đã được UBND tỉnh Bắc Ninh công nhận là di tích lịch sử văn hóa cấp tỉnh tại văn bản số 2167/QĐ-CT do Chủ tịch UBND tỉnh Nguyễn Công Ngọ ký ban hành ngày 20 tháng 12 năm 2004.